# Адріатичне питання
Адріатичне питання (англ. Adriatic Question, сербохорв. Jadransko pitanje/Јадранско питање), або Адріатична проблема (англ. Adriatic Problem) — національне питання, що виникло після Першої світової війни і стосувалося долі земель уздовж східного узбережжя Адріатичного моря, які раніше належали Австро-Угорській імперії. Коріння цієї суперечки сягало таємного Лондонського договору, підписаного під час війни (26 квітня 1915), а також крилося в рості націоналізму, особливо італійського іредентизму та югославізму, що в кінцевому підсумку привело до створення Югославії. Питання було головною перепоною для домовленості на Паризькій мирній конференції, але його частково розв'язав Рапалльський договір між Італією та Югославією 12 листопада 1920 року.

## Історія

### Передісторія
Австро-Угорщина вийшла з війни 3 листопада 1918 року, коли наказала своїм військам припинити бойові дії. Перемир'я Вілла-Джусті, підписане того дня з Італією, набрало чинності 4 листопада, а 13 листопада було підписано Белградське перемир'я із союзниками Італії на Балканському фронті. Італія відразу ж почала займати території, передані їй договором 1915 року. Водночас південні слов'яни сформували органи місцевого самоврядування, які протистояли як австро-угорській владі, так і італійській експансії. 5–6 жовтня в Загребі було створено Національну раду словенців, хорватів і сербів, яка 29 жовтня проголосила там Державу словенців, хорватів і сербів, і того самого дня законний парламент Хорватії та Славонії Сабор проголосив незалежність від Австро-Угорщини. 1 грудня у Белграді шляхом об'єднання тієї нової держави з Королівством Сербія та Королівством Чорногорія було утворено Королівство сербів, хорватів і словенців (пізнішу Югославію). 

### Після Першої світової війни
12 листопада 1920 між королівством СХС і Королівством Італія було підписано Рапалльський договір, за допомогою якого остання заволоділа значною частиною східного узбережжя Адріатичного моря, а саме Трієстом, Горицею, Градішкою та частиною Крайни, Істрією (крім частини муніципалітету Кастав), містом Задар, островами Црес і Лошинь, Ластово і Палагружею. Також було створено Вільну державу Рієка, яку було вилучено зі складу Королівства сербів, хорватів і словенців.

### Під час Другої світової війни
Після капітуляції Королівства Югославія 17 квітня 1941 усташі за підтримки нацистської Німеччини і фашистської Італії проголосили Незалежну Державу Хорватія (НДХ) під керівництвом поглавника Анте Павелича, який на підставі раніших домовленостей мусив погодитися на розмежування між НДХ та Королівством Італія. 18 травня 1941 підписано Римські договори, за якими керівництво Незалежної Держави Хорватія відмовилося від районів Задара, Шибеника, Спліта, островів Раб, Крк, Віс, Ластово, Корчула, Млєт, а також частини Хорватського Примор'я і Горського Котара на користь Італії Муссоліні. Після капітуляції Італії 8 вересня 1943 Павелич оголосив про злуку відібраних територій із НДХ. Одночасно на цих спірних територіях посилився партизанський рух і рішеннями ЗАВНОХ ці землі повернули новоствореній Федеральній Державі Хорватія, а через неї і новій Югославії.

### Розв'язання адріатичного питання
Після Другої світової війни адріатичне питання зводилося до проблеми італійсько-югославського розмежування в районі Вільної території Трієст. Паризька мирна угода 1947 року передбачала створення Вільної території Трієст як буферної держави між Італійською Республікою та Федеративною Народною Республікою Югославією. Цю державу фактично створено не було, а її територія залишалася розділеною на англо-американський (зона А) та югославський (зона Б) окупаційні райони. Тривалі переговори закінчилися 1954 року Лондонським меморандумом з трієстського питання, який скасував військову адміністрацію на Вільній території Трієст. Зона Б і частина зони А відійшли до Югославії, а решта зони А включно з містом Трієст — до Італії. Остаточне югославсько-італійське розмежування на Адріатиці було підтверджено лише 1975 року підписанням угод у місті Озімо.

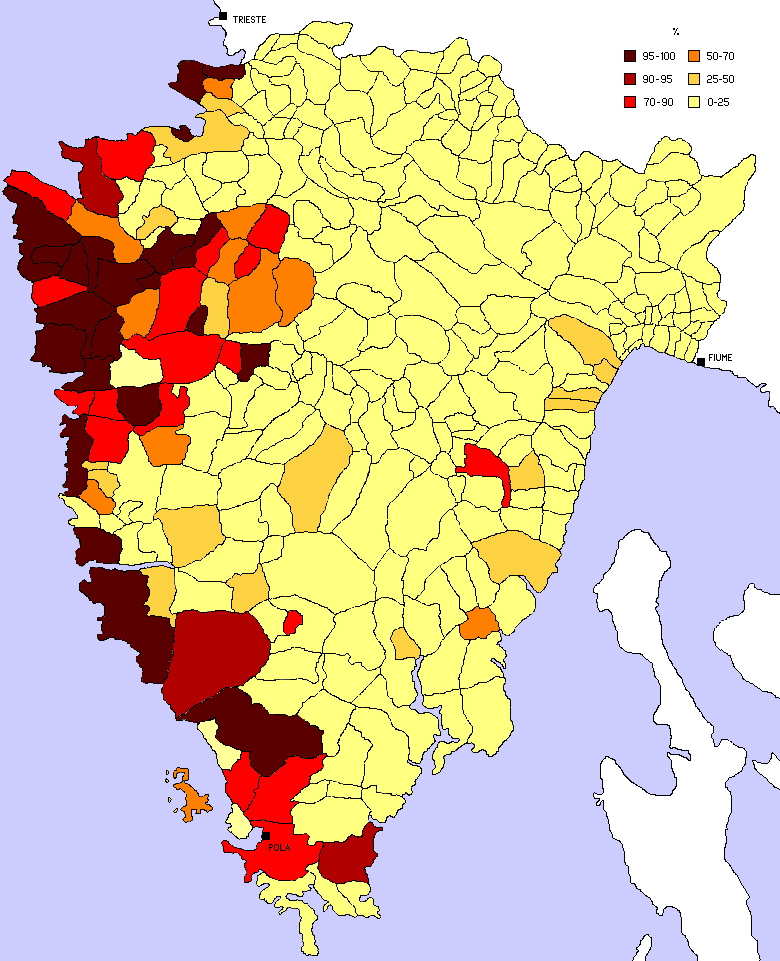
Італійська громада в Істрії (38%) зосереджувалася на її західному узбережжі. Хорвати становили більшість на решті півострова, а на півночі — словенці

## Аргументи

### Населення
Головним аргументом із боку Югославії було те, що спірні території населяло близько семи мільйонів слов'ян, тобто майже все населення тих земель.
| Місце             | Південні слов'яни                              | Відсоток | Італійці                                       | Відсоток |
| ----------------- | ---------------------------------------------- | -------- | ---------------------------------------------- | -------- |
| Далмація          | 610669                                         | 96 %     | 18028                                          | 2,8 %    |
| Рієка             | 15687 26602, включаючи Сушак                   | —        | 24212 25781, включаючи Сушак                   | —        |
| Гориця і Градишка | 154564                                         | 61 %     | 90009                                          | 36 %     |
| Істрія            | 223318 Західна зона: 58373 Східна зона: 135290 | 57 %     | 147417 Західна зона: 129.903 Східна зона: 6686 | 38 %     |
| Трієст            | 56916                                          | 29,8 %   | 118959                                         | 62,3 %   |

Із далматинських островів італійці становили більшість тільки на Лошині. Коли Рієку порахували разом із її затиллям і передмістями, югославська більшість іще зросла. Загальновизнаними були лише італійські претензії на Горицю та Градишку, а також претензії на слов'янські поселення навколо Фріулі.
На Конференції пригноблених націй у Римі (з 8 по 10 квітня 1918 р.) Італія надала офіційну підтримку Корфській декларації (20 липня 1917) — югославістському документові, підтриманому Великою Британією і Францією, який виражав необхідність політичного об'єднання південних слов'ян.

### Географія
Італійці твердили, що природний географічний кордон Італії утворюють Юлійські та Динарські Альпи, а тому австро-угорське узбережжя лежало у межах географічної Італії. Загальноприйнятим було стратегічне значення географії східного узбережжя Адріатики. Начальник Відділу прикордонної географії американської делегації на Паризькій мирній конференції Дуглас Вільсон Джонсон тоді писав: «Будь-яка морська держава на східному узбережжі [Адріатичного моря], вочевидь, би мала величезні переваги над Італією». Далі Джонсон відзначив, що пропозиція італійцям Пули (Pola), Вльори (Valona) та острівної групи середньої Далмації дієво розв'язала стратегічну проблему та зрівноважила ті дві адріатичні держави.